# Achstetten
Achstetten – gmina w Niemczech, w kraju związkowym Badenia-Wirtembergia, w rejencji Tybinga, w regionie Donau-Iller, w powiecie Biberach, wchodzi w skład wspólnoty administracyjnej Laupheim. Leży nad rzeką Rot, 20 km na północny zachód od Biberach an der Riß.
Przez teren gminy przebiega droga krajowa B30 (Neu-Ulm – Friedrichshafen).

## Demografia
- 1939: 1899
- 1961: 2071
- 1970: 2472
- 1987: 3088
- 1990: 3207
- 1995: 3491
- 2000: 3744
- 2005: 3756

## Osoby urodzone w Achstetten
- Christoph Martin Wieland (5 września 1733) – poeta i prozaik epoki oświecenia i romantyzmu.

## Bibliografia

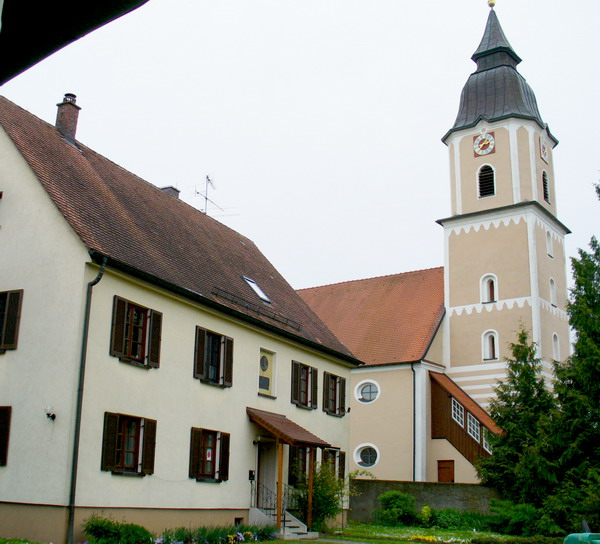
Dom rodzinny Wielanda